# Lycodon
Lycodon este un gen de șerpi din familia Colubridae.

## Galerie

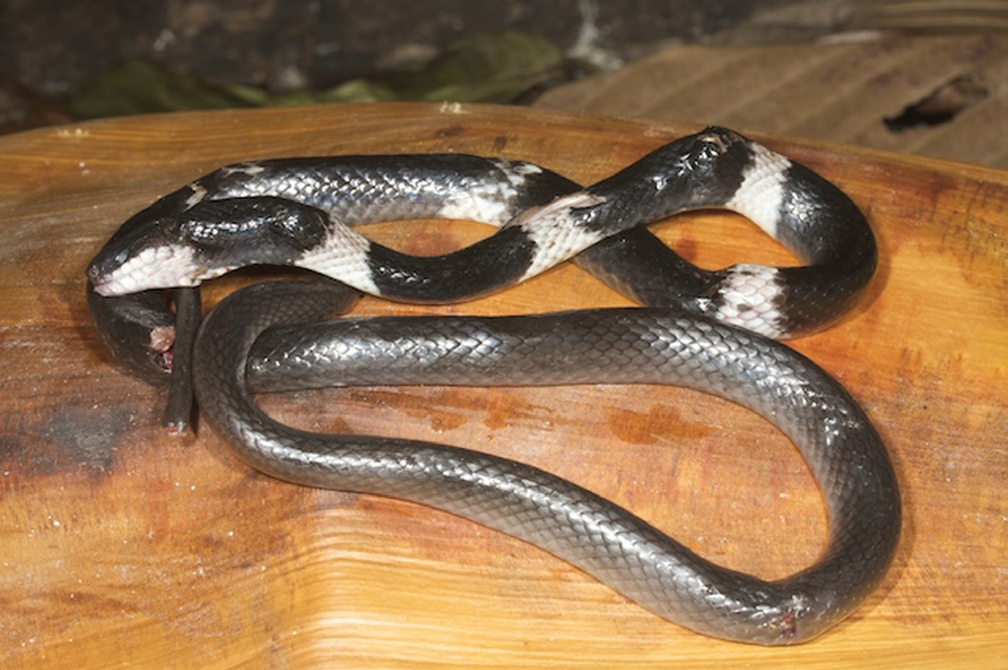
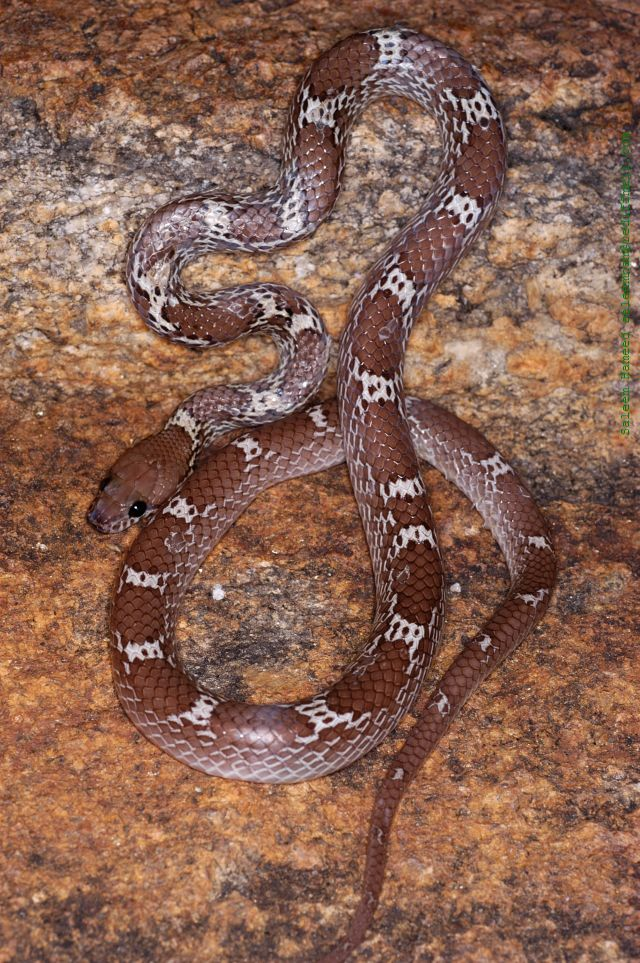
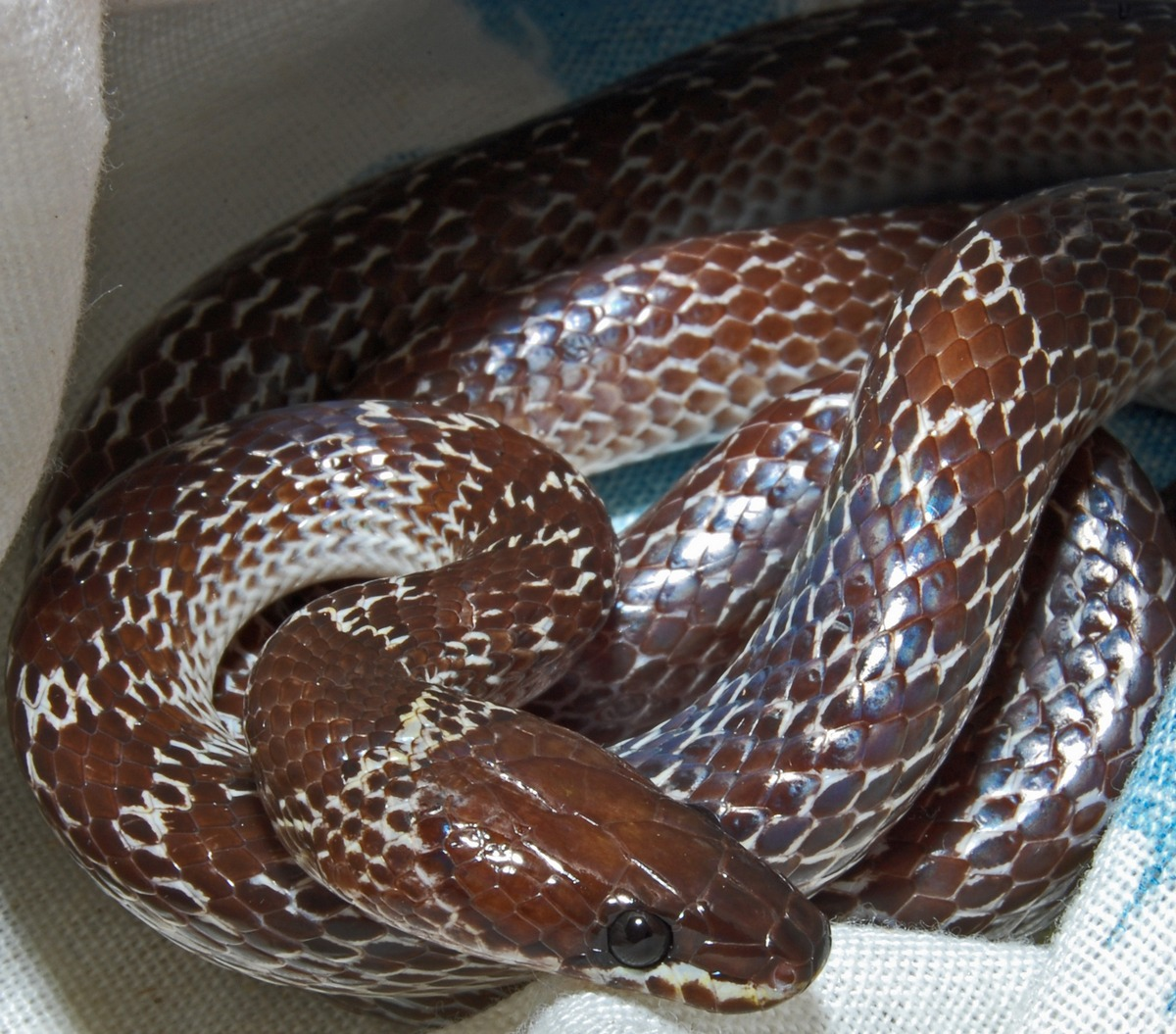

## Specii[1]
- Lycodon alcalai
- Lycodon aulicus
- Lycodon bibonius
- Lycodon butleri
- Lycodon capucinus
- Lycodon cardamomensis
- Lycodon chrysoprateros
- Lycodon dumerili
- Lycodon effraenis
- Lycodon fasciatus
- Lycodon fausti
- Lycodon ferroni
- Lycodon flavicollis
- Lycodon flavomaculatus
- Lycodon jara
- Lycodon kundui
- Lycodon laoensis
- Lycodon mackinnoni
- Lycodon muelleri
- Lycodon osmanhilli
- Lycodon paucifasciatus
- Lycodon ruhstrati
- Lycodon solivagus
- Lycodon stormi
- Lycodon striatus
- Lycodon subcinctus
- Lycodon tessellatus
- Lycodon tiwarii
- Lycodon travancoricus
- Lycodon zawi